# London első világháborús alakulatainak emlékműve
London első világháborús alakulatainak emlékműve (London Troops War Memorial) a brit fővárosban áll. Az alkotás azokra a londoni és London megyei katonákra emlékezik, akik részt vettek az első világháborúban. Az emlékművet 1920. november 12-én leplezték le.

## Az emlékmű
Az emlékművet Aston Webb tervezte, a szobrokat Alfred Drury készítette. Webb első terve magában foglalt egy 23 méter magas zászlórudat is, amelyre a város és a megye lobogóját tervezte elhelyezni, a szobrok pedig a békét és a győzelmet szimbolizálták volna. A megrendelők ezt a tervet nem fogadták el. A most is látható emlékmű Webb második terve alapján készült el. A finanszírozást közadakozásból fedezték, a költségvetést hétezer fontban határozták meg. A szobrokat a fulhami Albion Art Foundry öntötte. A kőfaragást William Silver Frith, az emlékmű felállítását a Messrs Trollope and Colls cég végezte.
Az emlékmű központi eleme a gránittalapzaton álló 7,5 méter magas, portlandi mészkőből készített oszlop, amelynek lábánál két életnagyságú bronzkatona, tetején pedig egy bronzoroszlán áll. Egyenruhájuk alapján az egyik katona a Királyi Tábori Tüzérséghez (Royal Field Artillery), a másik a Királyi Lövészekhez (Royal Fusiliers) tartozik. Az oroszlán mellső mancsaiban egy pajzsot tart, amelyen Szent György és a sárkány látható. Az oszlopot a város és a megye címere díszíti, valamint készítői feltüntették a két önkormányzat lakosaival feltöltött harcoló egységek nevét is. A katonák mögött koronával és koszorúval ékesített zászlók vésete díszíti az oszlopot.
Az emlékművet 1920. november 12-én, egy nappal az ismeretlen katonai temetése után leplezte le a yorki herceg, a későbbi VI. György brit király. Az ünnepségen jelen volt Arthur Winnington-Ingram püspök és a város polgármestere.

## Történelmi háttér
Az első világháborúban részt vállaló londoni alakulatok az 1859-ben felállított Önkéntes Lövészhadtestre (Rifle Volunteer Corps) vezethették vissza történelmüket. A város és a megye 58 zászlóaljat állított ki 1914 végére. A következő év májusára 82-re nőtt a számuk, közülük 56 a különböző hadszíntereken harcolt.